# Socjalistyczna Partia Francji

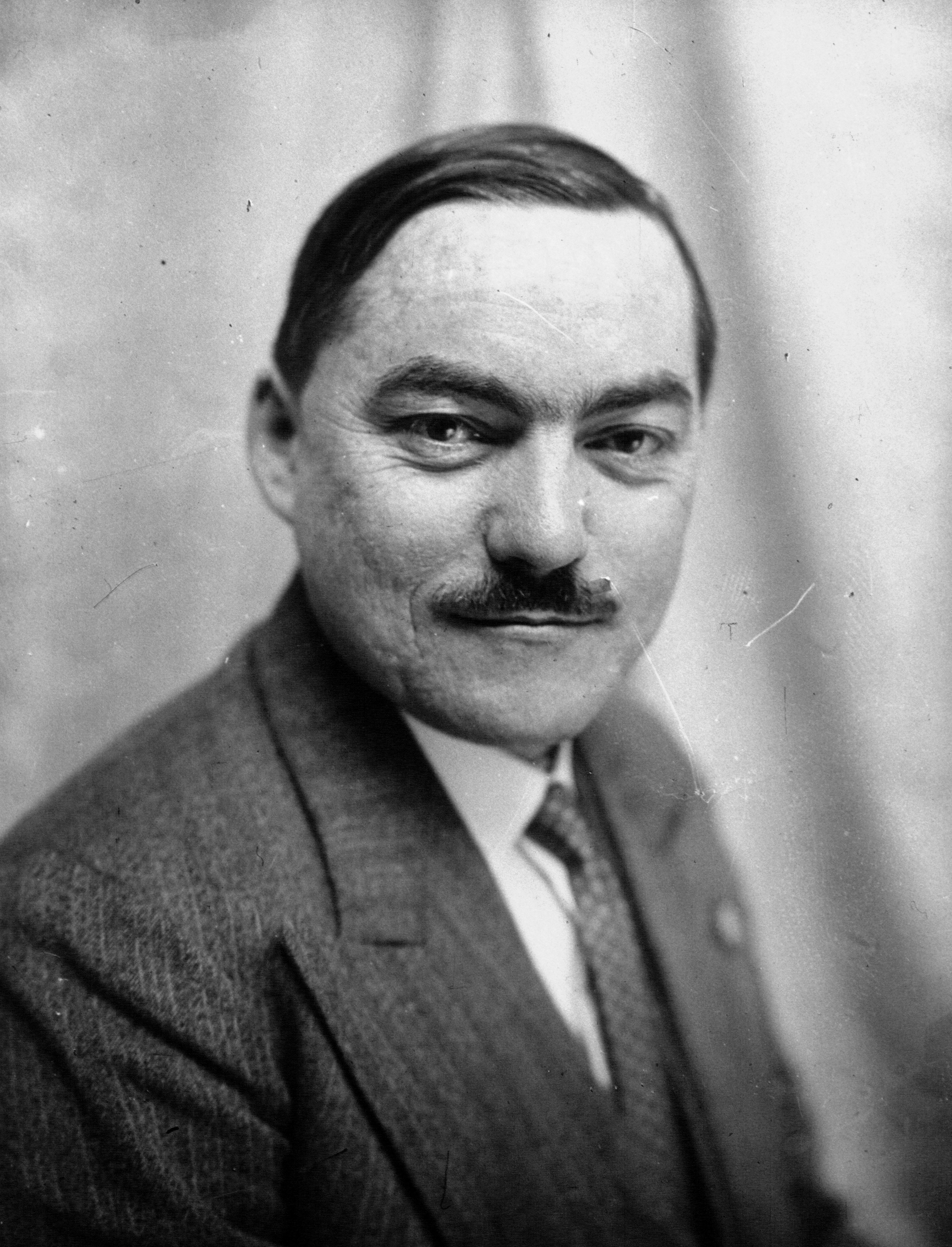
Marcel Déat (1932)

Socjalistyczna Partia Francji (Parti Socialiste de France – Union Jean Jaures) – ugrupowanie polityczne tzw. neosocjalistów, stanowiących prawe skrzydło francuskiego ruchu socjalistycznego.
Nurt tworzyli m.in. Pierre Renaudel, Marcel Déat, Adrien Marquet, Barthélemy Montagnon. Ich program, ukształtowany pod wpływem Henri de Mana, odrzucał marksistowską teorię walki klas na rzecz solidaryzmu narodowego. Głosił współpracę proletariatu i klas średnich w ramach silnego ponadklasowego państwa. Wywłaszczenie burżuazji chciał zastąpić gospodarką planową. W listopadzie 1933 r. neosocjaliści oderwali się od SFIO tworząc własną partię liczącą ok. 20 tys. członków. Organem PSF-UJJ był dwumiesięcznik „La Vie Socialiste”. Neosocjaliści gotowi byli współtworzyć rząd z partią radykalną Daladiera, potem weszli w skład Frontu Ludowego (Déat został ministrem lotnictwa w gabinecie Alberta Sarraut). Po 1937 r. poglądy neosocjalistów zaczęły ewoluować w kierunku faszystowskim.